# Henryka Pieronkiewicz
Henryka Halina Pieronkiewicz, również jako Henryka Halina Rupik (ur. 16 kwietnia 1952) – polska ekonomistka, bankowiec, prezes zarządu Banku Przemysłowo-Handlowego (1995–2000), PKO Banku Polskiego (2000–2002), PZU Życie (marzec–sierpień 2007), a także wiceprezes zarządu Kompanii Węglowej (2003–2004).

## Życiorys
Absolwentka Wydziału Ekonomiki Produkcji Akademii Ekonomicznej w Krakowie oraz Wydziału Prawa i Administracji Uniwersytetu Jagiellońskiego.
W latach 1979–1989 pracownik Narodowego Banku Polskiego (NBP). W latach 1989–2000 związana z Bankiem Przemysłowo–Handlowym, jako dyrektorka departamentu (1989–1993), wiceprezes zarządu (1993–1995) i prezes zarządu (1995–2000). Z funkcji zrezygnowała z powodów osobistych po zakończeniu procesu prywatyzacji banku i objęcia większościowego pakietu jego akcji przez HypoVereinsbank. W latach 2000–2002 prezes zarządu PKO Banku Polskiego, powołana w wyniku przekształcenia banku w jednoosobową spółkę Skarbu Państwa. W 2003 powiernik w Nykredit Bank Hipoteczny S.A.
W latach 2003–2004 wiceprezes zarządu Kompanii Węglowej. 
Między marcem a sierpniem 2007 prezes zarządu PZU Życie, a także członkini rad nadzorczych spółek z Grupy PZU: Powszechnego Towarzystwa Emerytalnego PZU oraz Towarzystwa Funduszy Inwestycyjnych PZU. Z funkcji zrezygnowała w wyniku konfliktu z ówczesnym prezesem zarządu PZU Jaromirem Netzlem.
W latach 1998–2005 członkini Rady Giełdy Papierów Wartościowych w Warszawie. W latach 2000–2002 członkini do Rady ds. Systemu Płatniczego przy NBP. W 2002 powołana w skład Rady Muzeum przy Zamku Królewskim na Wawelu - Państwowych Zbiorach Sztuki drugiej kadencji.

## Odznaczenia
- odznaka honorowa „Za zasługi dla bankowości Rzeczypospolitej Polskiej” (2004)[16]